# 自動輸稿器

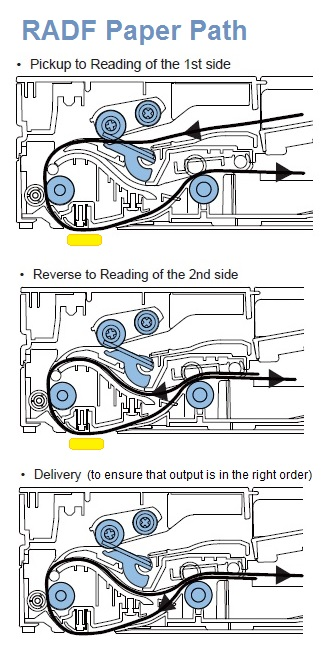
自動輸稿器内部结构

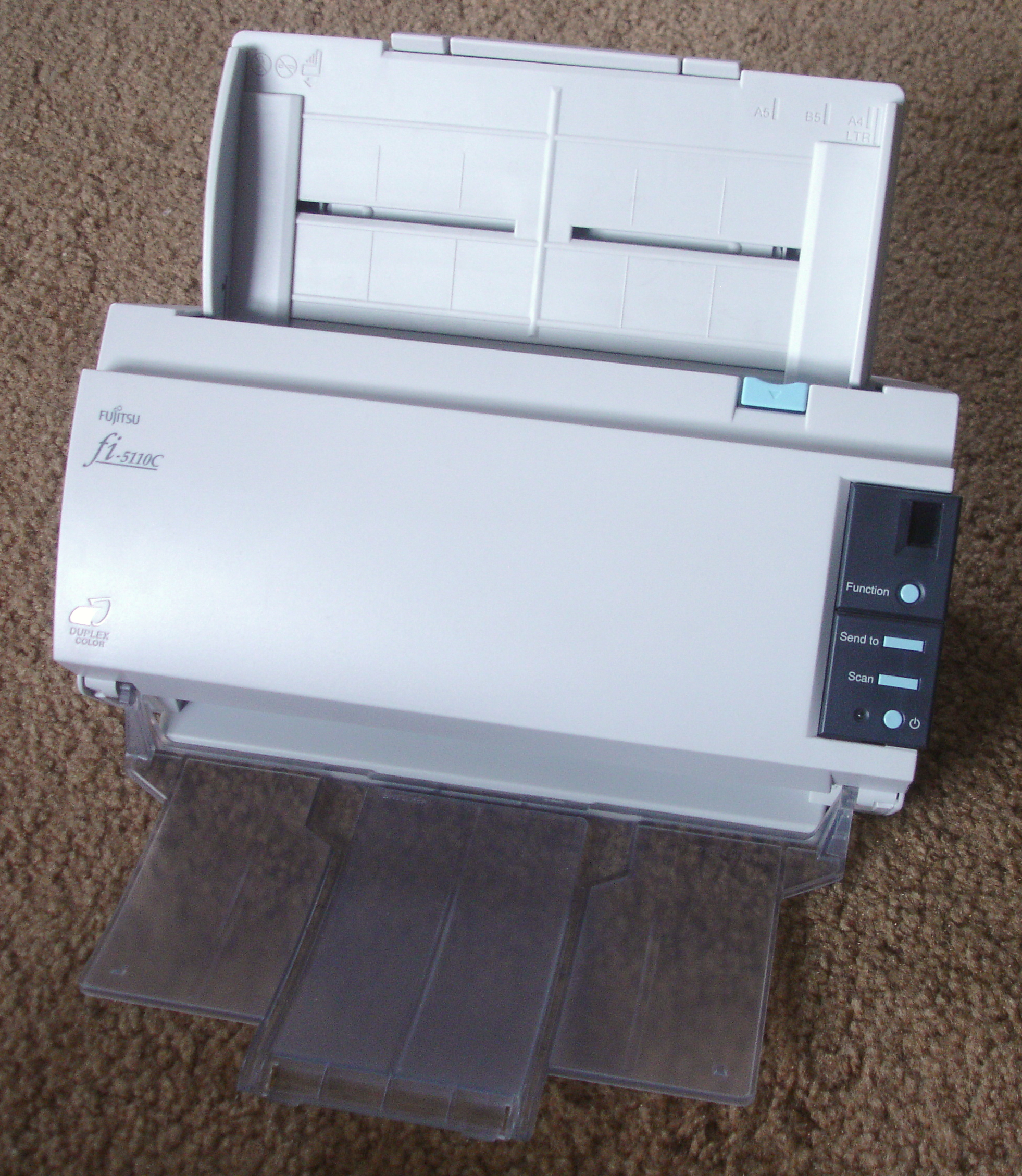
一台带有双面自动輸稿器的扫描仪

自動輸稿器又称自动送稿器、輸稿器，是多功能事務機、传真机、复印机和扫描仪中的一個部件，一般位於機器的最上方。用戶可以将几页纸放入输稿器中，输稿器則可以自动将纸一次性送入扫描仪或复印机中，從而能使機器扫描文件，进而复印、打印或传真多页文件。有些输稿器可以同时扫描纸张的正反两面内容。
自動輸稿器的性能用速度和容量来衡量（用户能在输稿器上放置的最大纸张数），速度以每分钟页数或ppm为单位，容量通常在10页到200页之间。